# Palma Futsal 2022-2023
Questa pagina raccoglie i dati riguardanti il Mallorca Palma Futsal, squadra di calcio a 5 militante in Primera División, nelle competizioni ufficiali del 2022-2023.

## Trasferimenti

### Sessione estiva
| Luan Muller       | Fundão      |
| Mario Rivillos    | Levante     |
| Moslem Oladghobad | Crop Alvand |
| Hossein Tayebi    | Benfica     |
| Cléber            | Betis       |
| Fabinho           | Joinville   |
| Dani Saldise      | Inter       |

| Fabio Alvira  | Córdoba       |
| Pope          | UMA Antequera |
| Diego Nunes   | Benfica       |
| Neguinho      | Noia          |
| Rafael Vilela | Tjumen'       |

### Sessione invernale
| Arrivi | Arrivi | Arrivi | Arrivi |
| Nome   | da     |        |        |
| ------ | ------ | ------ | ------ |

| Higor | Benfica |

## Organigramma societario
Area direttiva
- Presidente: Tomeu Quetglas
- Responsabile settore giovanile: Jesús Illán

Area organizzativa
- Direttore generale: José Antonio Tirado

Area tecnica
- Allenatore: Antonio Vadillo
- Preparatore atletico: Joan Llompart
- Dirigente: Martín López
- Dirigente: Mercè Rosselló
- Magazziniere: Gonzalo Romano
- Magazziniere: Johan

Area comunicazione
- Direttore marketing: Juan Massanet
- Responsabile comunicazione: Sergi Amorós

Area sanitaria
- Fisioterapista: María de la Pau Sbert

## Organico

### Prima squadra
| N° | Naz.                                    | Ruolo | Sportivo          | Anno       |  |  |
| -- | --------------------------------------- | ----- | ----------------- | ---------- |  |  |
| 1  | Spagna (bandiera)                       | POR   | Carlos Barrón     | 01.10.1987 |  |  |
| 2  | Brasile (bandiera) · Georgia (bandiera) | LAT   | Chaguinha         | 27.07.1988 |  |  |
| 3  | Brasile (bandiera) · Armenia (bandiera) | POR   | Luan Muller       | 17.03.1993 |  |  |
| 7  | Brasile (bandiera)                      | PIV   | Diego Mancuso     | 01.06.1988 |  |  |
| 8  | Spagna (bandiera)                       | LAT   | Eloy Rojas        | 27.11.1994 |  |  |
| 10 | Brasile (bandiera)                      | DIF   | Marlon Araújo     | 28.12.1987 |  |  |
| 11 | Spagna (bandiera)                       | LAT   | Mario Rivillos    | 13.12.1989 |  |  |
| 13 | Iran (bandiera)                         | LAT   | Moslem Oladghobad | 29.11.1995 |  |  |
| 14 | Brasile (bandiera)                      | DIF   | Tomaz Braga       | 13.09.1990 |  |  |
| 15 | Iran (bandiera)                         | PIV   | Hossein Tayebi    | 29.09.1988 |  |  |
| 17 | Brasile (bandiera)                      | LAT   | Cléber            | 06.01.1997 |  |  |
| 20 | Spagna (bandiera)                       | PIV   | Dani Saldise      | 08.07.1995 |  |  |
| 28 | Brasile (bandiera)                      | LAT   | Fabinho           | 28.11.2001 |  |  |
| 33 | Brasile (bandiera) · Italia (bandiera)  | LAT   | Cainan De Matos   | 27.01.1990 |  |  |
| 39 | Spagna (bandiera)                       | PIV   | Jesús Gordillo    | 08.02.2001 |  |  |

### Under 19
| N° | Naz.              | Ruolo | Sportivo    | Anno       |  |  |
| -- | ----------------- | ----- | ----------- | ---------- |  |  |
| 12 | Spagna (bandiera) | POR   | Chechu      | 30.11.2001 |  |  |
| 22 | Spagna (bandiera) | DIF   | Marc Andreu | 09.02.2001 |  |  |
| 27 | Spagna (bandiera) | LAT   | Carlos      | 20.09.2001 |  |  |
| 30 | Spagna (bandiera) | PIV   | Nil Tent    | 19.01.2005 |  |  |
| 31 | Spagna (bandiera) | POR   | Jaume Bauzà | 31.08.2003 |  |  |

## Risultati

### Stagione regolare
| Primera División 2022-23 | Primera División 2022-23 | Primera División 2022-23 | Primera División 2022-23 | Primera División 2022-23 |
| ------------------------ | ------------------------ | ------------------------ | ------------------------ | ------------------------ |
| 1ª                       | Manzanares               | 3 - 3                    | Palma                    |                          |
| 2ª                       | Palma                    | 5 - 4                    | Inter                    |                          |
| 3ª                       | SC García                | 5 - 4                    | Palma                    |                          |
| 4ª                       | Palma                    | 6 - 2                    | Córdoba                  |                          |
| 5ª                       | Levante                  | 3 - 4                    | Palma                    |                          |
| 6ª                       | Palma                    | 7 - 2                    | Ribera Navarra           |                          |
| 7ª                       | ElPozo Murcia            | 7 - 5                    | Palma                    |                          |
| 8ª                       | Palma                    | 5 - 3                    | Valdepeñas               |                          |
| 9ª                       | Noia                     | 2 - 2                    | Palma                    |                          |
| 10ª                      | Palma                    | 4 - 2                    | Barcellona               |                          |
| 11ª                      | Jaén                     | 2 - 2                    | Palma                    |                          |
| 12ª                      | Palma                    | 7 - 3                    | UMA Antequera            |                          |
| 13ª                      | Palma                    | 4 - 2                    | Betis                    |                          |
| 14ª                      | Xota                     | 1 - 3                    | Palma                    |                          |
| 15ª                      | Palma                    | 6 - 3                    | Cartagena                |                          |
| 16ª                      | Palma                    | 5 - 1                    | Manzanares               |                          |
| 17ª                      | Inter                    | 5 - 3                    | Palma                    |                          |
| 18ª                      | Palma                    | 2 - 2                    | SC García                |                          |
| 19ª                      | Córdoba                  | 4 - 5                    | Palma                    |                          |
| 20ª                      | Palma                    | 7 - 3                    | Levante                  |                          |
| 21ª                      | Ribera Navarra           | 1 - 5                    | Palma                    |                          |
| 22ª                      | Palma                    | 2 - 1                    | ElPozo Murcia            |                          |
| 23ª                      | Valdepeñas               | 4 - 1                    | Palma                    |                          |
| 24ª                      | Palma                    | 5 - 1                    | Noia                     |                          |
| 25ª                      | Barcellona               | 4 - 4                    | Palma                    |                          |
| 26ª                      | Palma                    | 5 - 3                    | Jaén                     |                          |
| 27ª                      | UMA Antequera            | 1 - 2                    | Palma                    |                          |
| 28ª                      | Betis                    | 3 - 5                    | Palma                    |                          |
| 29ª                      | Palma                    | 2 - 1                    | Xota                     |                          |
| 30ª                      | Cartagena                | 3 - 0                    | Palma                    |                          |

### Play-off scudetto
| Play-off 2022-23 | Play-off 2022-23 | Play-off 2022-23 | Play-off 2022-23 | Play-off 2022-23 |
| ---------------- | ---------------- | ---------------- | ---------------- | ---------------- |
| QF               | Palma            | 8 - 2            | Noia             |                  |
| QF               | Noia             | 3 - 4 (dts)      | Palma            |                  |
| SF               | Palma            | 2 - 5            | Jaén             |                  |
| SF               | Jaén             | 1 - 0            | Palma            |                  |

### Coppa di Spagna
| Coppa di Spagna 2022-23 | Coppa di Spagna 2022-23 | Coppa di Spagna 2022-23 | Coppa di Spagna 2022-23 | Coppa di Spagna 2022-23 |
| ----------------------- | ----------------------- | ----------------------- | ----------------------- | ----------------------- |
| QF                      | Palma                   | 1(2) - 1(4) (dtr)       | Jaén                    |                         |

### Coppa del Re
| Coppa del Re 2022-23 | Coppa del Re 2022-23 | Coppa del Re 2022-23 | Coppa del Re 2022-23 | Coppa del Re 2022-23 |
| -------------------- | -------------------- | -------------------- | -------------------- | -------------------- |
| OF                   | Burela               | 3 - 4                | Palma                |                      |
| QF                   | Palma                | 4 - 2                | Noia                 |                      |
| SF                   | Palma                | 1 - 5                | Barcellona           |                      |

### Champions League
| Futsal Champions League 2022-23 | Futsal Champions League 2022-23 | Futsal Champions League 2022-23 | Futsal Champions League 2022-23 | Futsal Champions League 2022-23 |
| ------------------------------- | ------------------------------- | ------------------------------- | ------------------------------- | ------------------------------- |
| MR                              | Palma                           | 11 - 5                          | Sporting Parigi                 |                                 |
| MR                              | Qairat                          | 2 - 2                           | Palma                           |                                 |
| MR                              | Anderlecht                      | 2 - 2                           | Palma                           |                                 |
| ÉR                              | Dobovec                         | 2 - 8                           | Palma                           |                                 |
| ÉR                              | Palma                           | 5 - 0                           | Piast Gliwice                   |                                 |
| ÉR                              | Palma                           | 2 - 1                           | NV Makarska                     |                                 |
| SF                              | Palma                           | 4 - 3                           | Benfica                         |                                 |
| F                               | Palma                           | 1(5) - 1(3) (dtr)               | Sporting Lisbona                |                                 |